# Emma Chambers
Emma Gwynedd Mary Chambers (Doncaster, 11 de marzo de 1964-Lymington, 21 de febrero de 2018) fue una actriz inglesa, conocida por los papeles de Alice Tinker en la comedia de BBC The Vicar of Dibley, y como Honey Thacker en la película Notting Hill (1999).

## Biografía
Nació el 11 de marzo de 1964, en Doncaster. Estudió en St. Mary's School y finalizó la escuela secundaria en St Swithun's School en Winchester, Hampshire. En la dédada de 1980 estudió en la Webber Douglas Academy of Dramatic Art, donde fue compañera de clase del actor Ross Kemp.
Estaba casada con el actor Ian M. Dunn. Antes de casarse vivió con Ian McKellen, a quien consideraba como "una especie de figura paterna". Sufría una alergia crónica a los animales y también asma.
Falleció el 21 de febrero de 2018 por causas naturales en su casa de Lymington, Hampshire.

## Carrera
Después de formar parte con personajes pequeños en producciones de la televisión por ejemplo The Bill, en noviembre de 1994 Chambers obtuvo el papel de Charity Pecksniff en la serialización de la TV de la novela de Charles Dickens, Martin Chuzzlewit. Entre 1994 y 2007, realizó el papel de Alicia Tinker en la comedia de BBC The Vicar of Dibley. Chambers apareció en los 20 episodios y cuatro especiales hasta 2007. En 1998, Chambers ganó el British Comedy Award como mejor actriz por su actuación.
Chambers realizó la voz de "Belle Stickleback" en dos episodios del programa de animación de TV Pond Life (1996 y 2000), el papel de Helen Yardley en la serie de televisión How Do You Want Me? (1998), apareció en la película  Notting Hill (1999), como Honey, la hermana menor del personaje de Hugh Grant, y el papel de Martha Thompson en Take a Girl Like You (2000), drama basado en la novela de Kingsley Amis y un remake de la película de 1970. Chambers trabajó como actriz de voz en la película animada para TV The Wind in the Willows (1995) y proporcionó la voz de Spotty para dos episodios en el canal CBeebies llamado Little Robots (2003).
Realizó teatro unos diez años antes de su primer papel en la televisión, apareciendo en un número de producciones incluyendo Tartuffe e Invisible Friends. En 2002, participó en la gira de la obra de Michael Frayn, Benefactors, siendo protagonista junto a Neil Pearson.

## Filmografía
| Año       | Título                  | Personaje          | Notas                             |
| --------- | ----------------------- | ------------------ | --------------------------------- |
| 1988      | The Rainbow             | Margaret           | 2 episodios                       |
| 1990      | The Bill                | Marie Summers      | 2 episodios                       |
| 1994      | Martin Chuzzlewit       | Charity Pecksniff  |                                   |
| 1994-2007 | The Vicar of Dibley     | Alice Tinker       |                                   |
| 1995      | The Wind in the Willows | Hija del carcelero | Voz                               |
| 1996      | Drop the Dead Donkey    | Carol              | Episodio: "What Are Friends For?" |
| 1996      | Pond Life               | Belle              |                                   |
| 1998-1999 | How Do You Want Me?     | Helen Yardley      |                                   |
| 1999      | Notting Hill            | Honey Thacker      |                                   |
| 2000      | Take a Girl Like You    | Martha Thompson    |                                   |
| 2003      | Little Robots           | Spotty             | 2 episodios                       |